# Дахзен
Дахзен (нім. Dachsen) — громада  в Швейцарії в кантоні Цюрих, округ Андельфінген.

## Географія
Громада розташована на відстані близько 120 км на північний схід від Берна, 33 км на північ від Цюриха.
Дахзен має площу 2,7 км², з яких на 32,1% дозволяється будівництво (житлове та будівництво доріг), 48,3% використовуються в сільськогосподарських цілях, 12,5% зайнято лісами, 7,2% не є продуктивними (річки, льодовики або гори).

## Демографія
2019 року в громаді мешкало 1916 осіб (-1,2% порівняно з 2010 роком), іноземців було 13,3%. Густота населення становила 710 осіб/км².
За віковим діапазоном населення розподілялося таким чином: 21,1% — особи молодші 20 років, 58% — особи у віці 20—64 років, 20,9% — особи у віці 65 років та старші. Було 789 помешкань (у середньому 2,4 особи в помешканні).
Із загальної кількості 455 працюючих 18 було зайнятих в первинному секторі, 159 — в обробній промисловості, 278 — в галузі послуг.